# Leges Iulia de vi publica et privata
Las leges Iulia de vi publica et privata (leyes Julia de violencia pública y privada) fueron dos leyes romanas promulgadas en el 17 a. C. con el fin de redefinir el delito de violencia, es decir, el crimen vis, que anteriormente había sido castigado por la lex Plautia de vi.
Incluía dos leyes para castigar tipos diferentes de violencia: 
- Lex Iulia de vi publica: vis pubblica, contra el normal desempeño de las funciones estatales (por ejemplo, de los comicios) y era castigada con el destierro.
- Lex Iulia de vi privata: vis privata, contra la libertad de los ciudadanos particulares y castigada con la incautación de un tercio de la bienes del delincuente.[1]

El incumplimiento por parte de un magistrado de conceder el derecho a la provocatio ad populum también se consideraba vis publica, como por ejemplo impedir que el acusado llegara a Roma bien torturándolo o matándolo antes.